# で〜きた
『で〜きた』は、NHK Eテレが2016年4月5日から放送中の小学校1年生向けの学校生活に必要な集団行動・マナー・社会的スキルを学んでいく生活指導番組。2016年度に制作され2017年度以降リピート放送となっている。
本項目では、2015年11月15日に放送されたパイロット版についても合わせて触れる。

## 登場人物

### キャスト
- 出来内満太郎→デキナイヲデキルマン（演：加藤諒）[1]
  - 普段は「デキナイ小学校」で働く25歳の独身男性だが、あくまでそれは仮の姿。「できるメーター」が空っぽになるのを見ると、デキナイヲデキルマンに変身する。
- たしろ おうすけ（演：田代輝）
  - きなり、ゆうとから「おうちゃん」と呼ばれている。おぎの先生、満太郎から「おうすけくん」と呼ばれている。
  - 小学1年生の男の子。明るくてムードメーカーな人気者だが､おっちょこちょいでマイペースな性格で、失敗したり迷惑をかけたりすることがある｡
- ひらさわ きなり（演：平澤宏々路）
  - おうすけのクラスメート。
  - 皆から「きなりちゃん」と呼ばれている。
  - 魔法少女デキルちゃんというマンガが好き｡クラスのマドンナ的存在だが､待ったり並んだりするのが苦手｡
- おのでら ゆうと（演：星流）
  - おうすけのクラスメート。
  - きなり、満太郎、おぎの先生から「ゆうとくん」と呼ばれている。おうすけから「ゆうと」と呼ばれている。
  - 人見知りで､知らない人がいても無視してしまう｡
  - 一人称は「ぼく」
- おぎの先生（演：荻野友里）
  - おうすけ達のクラスの担任。
- あつし（演：藤村真優）
  - 「なかまにいれて」に初登場。
  - 序盤でおうすけと、途中からきなりと、最後の方でゆうとと和解をし、電車ごっこで遊んだ。小学4年生。
  - 一人称は「ぼく」

## スタッフ
- アニメーション - リポグラム
- 音楽 - レ・ロマネスク
- 制作協力 - ディレクションズ
- 制作 - NHKエデュケーショナル

## 放送時間
- （2016-2018.2019後期）火曜日9:00-9:10
- （2020前期）金曜日9:40-9:50
- 2023年度 午後04:40-午後04:50

## パイロット版
2015年11月3日の9:25-9:35に「かたづけ」のテーマで放送された。
レギュラー版との違いは、以下の通りである。
- 出切内満太郎が変身するヒーローの名前がレギュラー版では「デキナイヲデキルマン」であるが、パイロット版では「できないマン」になっている。　また、変身するタイミングは、レギュラー版では「できるメーター」が空っぽになったときだが、パイロット版では「できないメーター」が満タンになったときである。
- レギュラー版の「デキナイヲデキルマン」はオーソドックスな黒髪ながら真ん中正面から円柱状に髪の毛が突き出し、その先端に桜色のバツ印があるが、パイロット版の「できないマン」は紫色のリーゼントヘアーで、頭頂部にバツ印がある。
- 荻野友里が演じる先生は、パイロット版では「おぎの先生」と苗字が付けられているが、レギュラー版では単に先生となっており、苗字は表記されていない。　また、パイロット版ではゆうとが全く登場しない。
- 番組ロゴがパイロット版とレギュラー版で大きく違う。